# Brooklynn Proulx
Brooklynn Marie Proulx (* 27. April 1999 in Cranbrook, British Columbia) ist eine kanadische ehemalige Kinderdarstellerin.

## Leben und Karriere
Proulx spielte im Alter von vier Jahren ihre erste Filmrolle, als sie in der Filmbiografie Man in the Mirror: The Michael Jackson Story die Tochter von Michael Jackson verkörperte. 2005 folgte eine erste Kinorolle in dem Filmdrama Brokeback Mountain. Danach wurde sie regelmäßig als Kinderdarstellerin für größere Hollywood-Produktionen engagiert, so u. a. für Die Ermordung des Jesse James durch den Feigling Robert Ford (2007), Zurück im Sommer (2008), Die Frau des Zeitreisenden (2008) und Valentinstag (2010). Für ihre Rolle in Die Frau des Zeitreisenden wurde sie bei den Saturn Awards 2010 als Beste Nachwuchsschauspielerin nominiert.
Proulx lebt in Calgary.

## Filmografie
- 2004: Man in the Mirror: The Michael Jackson Story (Fernsehfilm)
- 2005: Brokeback Mountain
- 2005: Six Figures
- 2006: Touch The Top Of The World
- 2007: Don’t Cry Now
- 2007: Die Ermordung des Jesse James durch den Feigling Robert Ford (The Assassination of Jesse James by the Coward Robert Ford)
- 2007: The Lost Holiday
- 2008: Das Lazarus-Projekt (The Lazarus Project)
- 2008: Zurück im Sommer (Fireflies in the Garden)
- 2009: Die Frau des Zeitreisenden (The Time Traveler’s Wife)
- 2010: Shelter
- 2010: Valentinstag (Valentine’s Day)
- 2010: Piranha 3D
- 2011: Dear Santa (Fernsehfilm)